# يوسي شيكل
يوسي شيكل (بالعبرية: יוסי שקל‏) هو لاعب كرة قدم إسرائيلي في مركز حراسة المرمى، ولد في 24 سبتمبر 1984 في أسدود في إسرائيل. شارك مع منتخب إسرائيل تحت 21 سنة لكرة القدم. أما مع النوادي، فقد لعب مع نادي أسدود ونادي بني يهودا تل أبيب ونادي كايرات ونادي هبوعيل نوف هجليل.

## وصلات خارجية
- يوسي شيكل على موقع قاعدة بيانات كرة القدم.إي يو (الإنجليزية)